# Фрече Триколори
Националният акробатичен патрул „Фрече Триколори“ (на италиански: Pattuglia Acrobatica Nazionale Frecce Tricolori) е аеробатичната демонстрационна група на Военната авиация на Италия.
Групата е базирана във военната база на Летище „Риволто“ и е създадена през 1961 година въз основата на по-ранни италиански групи за въздушна акробатика. Оборудвана е с италиански самолети Аермаки MB-339.
|  | Уикипедия разполага с Портал:Авиация |